# Renata Zajickova
Renáta Zajíčková (ur. 17 sierpnia 1967 w Pradze) – czeska polityk i nauczycielka.
Absolwentka filologii i nauk społecznych na Uniwersytecie Karola. Od 2021 roku jest posłem Izby Poselskiej z ramienia Obywatelskiej Partii Demokratycznej. Jest członkiem parlamentarnego komitetu nauki, edukacji, kultury, młodzieży i sportu, parlamentarnego komitetu zdrowia i parlamentarnego komitetu petycji.